# Aircraft marshalling

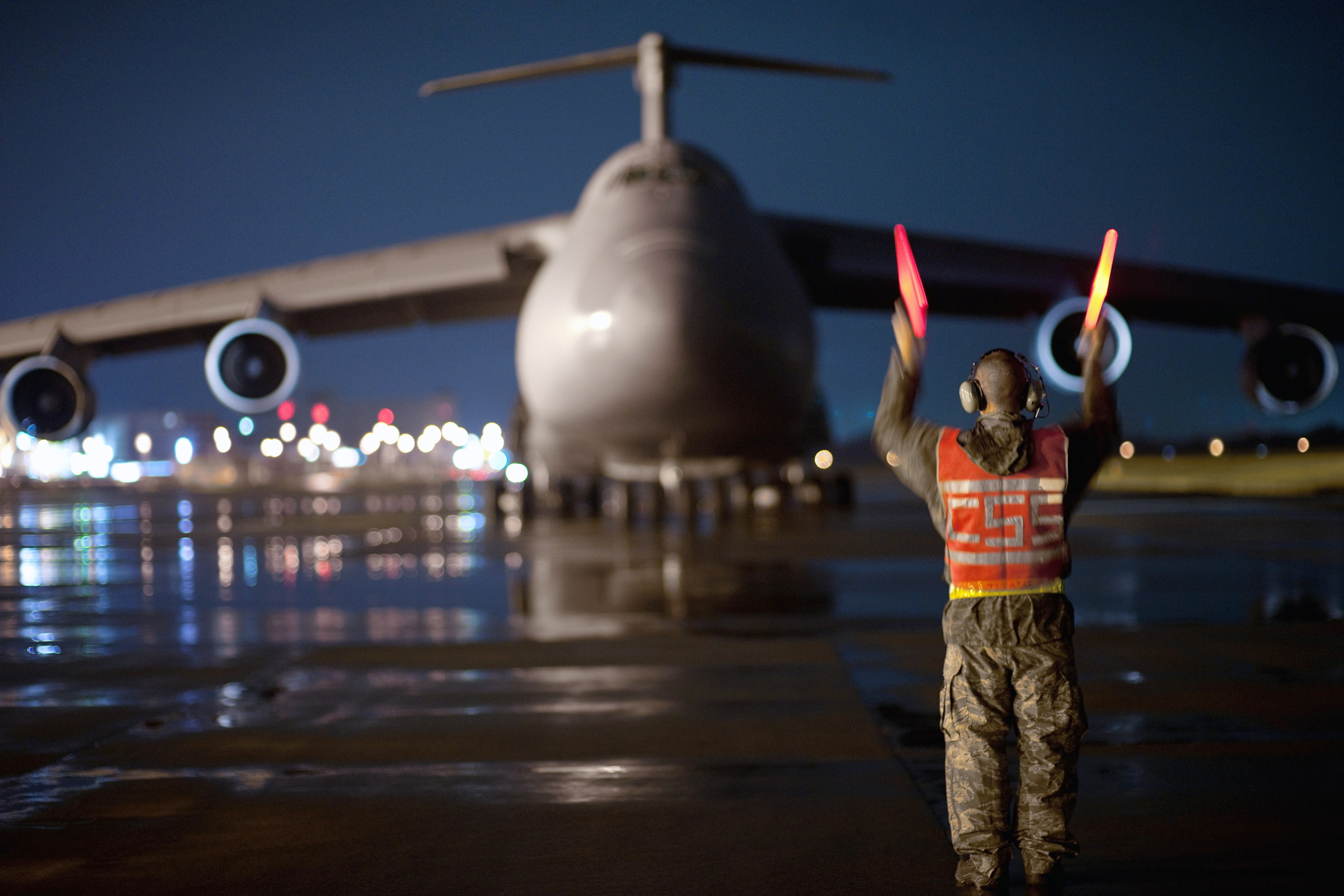
Marshalling di un C-5 Galaxy

L'aircraft marshalling (dall'inglese, smistamento di velivoli) è l'insieme di procedure codificate e standardizzate a livello internazionale per la comunicazione visuale tra i piloti e il personale di terra di un aeroporto, i marshaller, in italiano tradotti come movieri.
Un'alternativa all'aircraft marshalling sono le comunicazioni radio tra l'aereo e il controllo del traffico aereo nelle situazioni in cui non sono disponibili operatori a terra.

## I marshaller
L'attrezzatura di un marshaller consiste in un giubbotto riflettente di sicurezza, un casco con cuffie acustiche, guanti o bacchette di smistamento o stecche illuminate. Negli aeroporti, i marshaller segnalano al pilota di girare, rallentare, fermarsi o spegnere i motori. A volte, il marshaller dà le indicazioni per il pilota, mettendosi alla guida di un particolare automezzo detto "Follow-Me", (in inglese letteralmente: "seguimi") di solito di colore giallo o un furgone pick-up con un motivo a scacchi. Il veicolo è in genere dotato sul retro di un tabellone con una grande scritta luminosa "Follow-me", accesa quando opera come guida di un aereo durante il rullaggio a terra.
Il marshaller può essere richiesto dal comandante, nel caso non conosca l'aeroporto, o nel caso in cui i raccordi siano molto numerosi.

## Segnali di marshalling ICAO

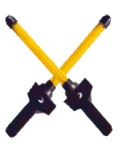
Bacchette luminose di segnalazione.

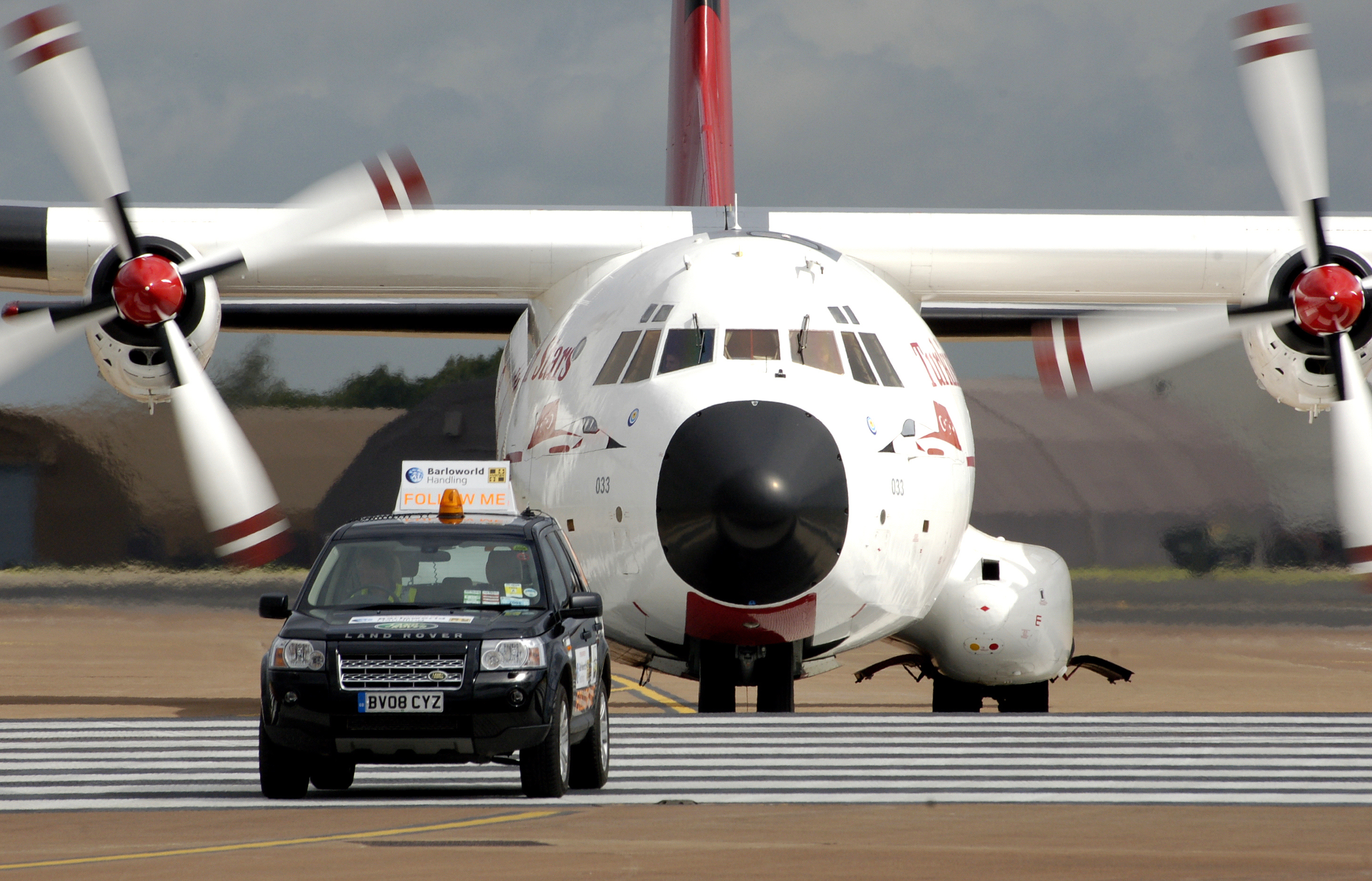
Un SUV "Follow me" precede un Transall C-160 turco

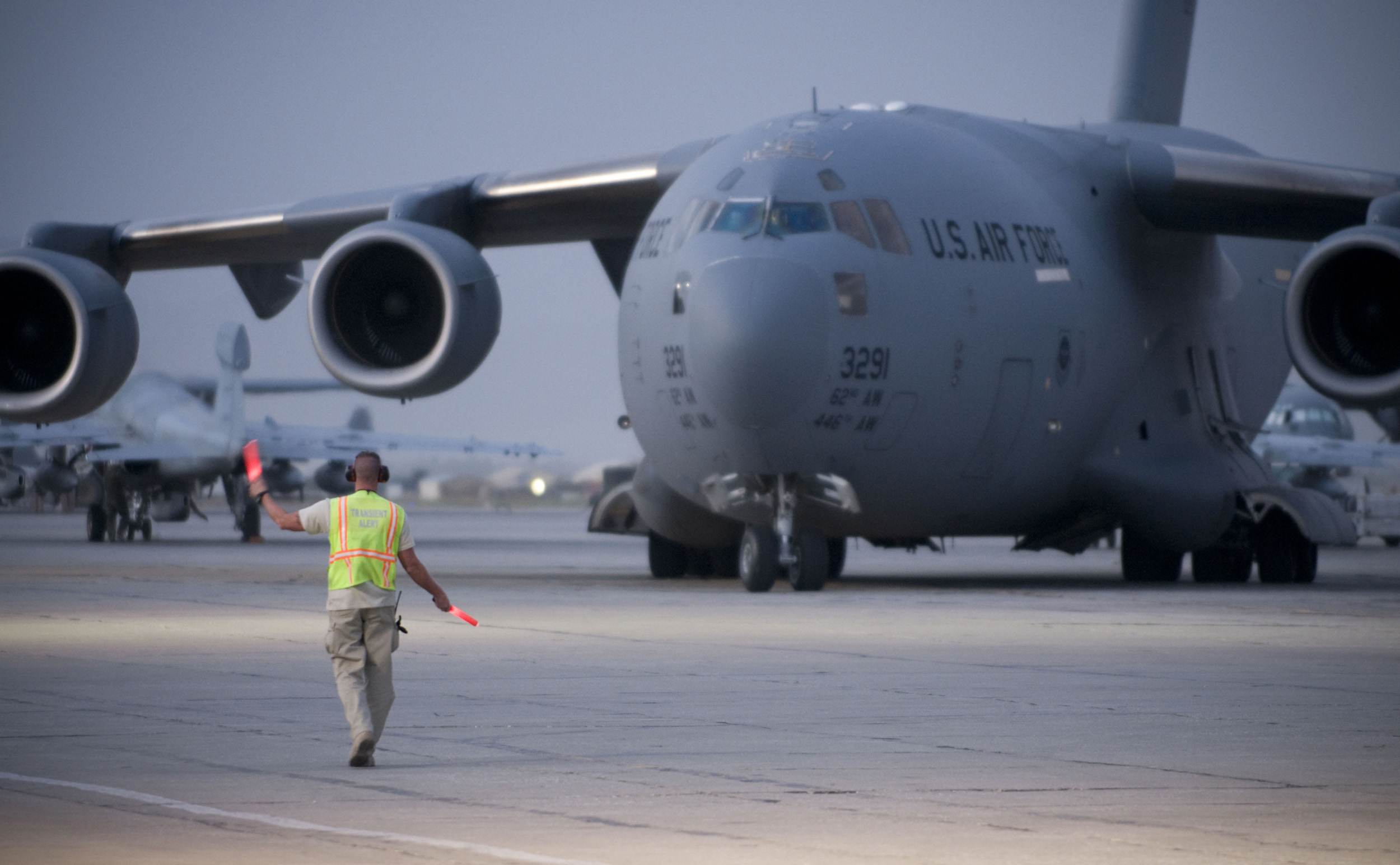
C-17 Globemaster scortato in posizione.

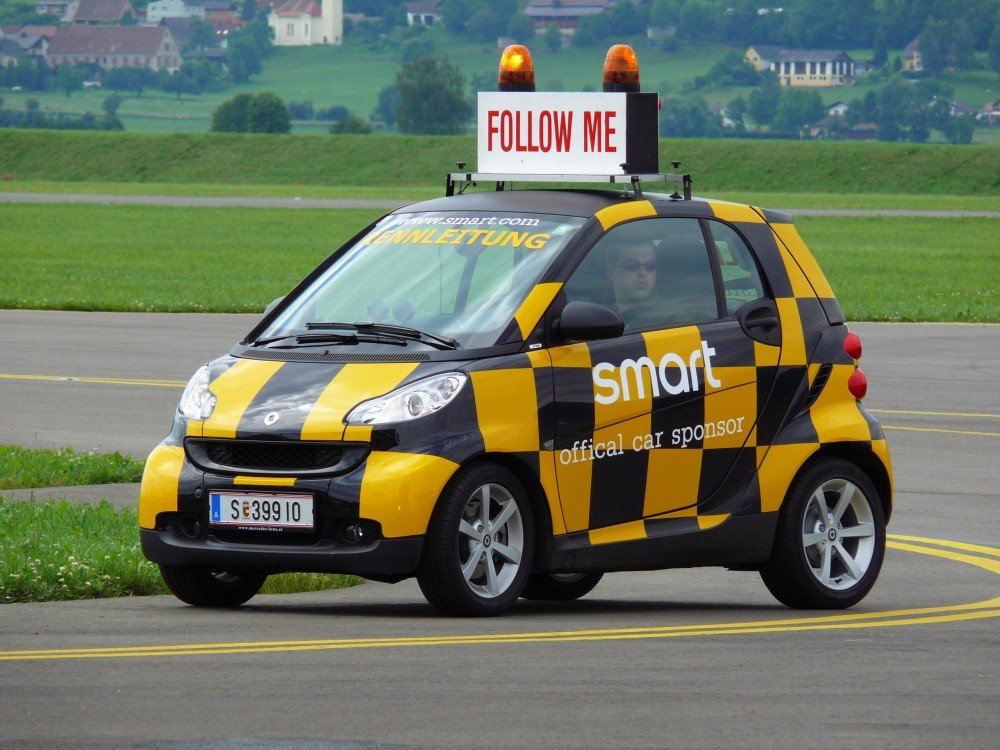
Follow-Me realizzato con una Smart

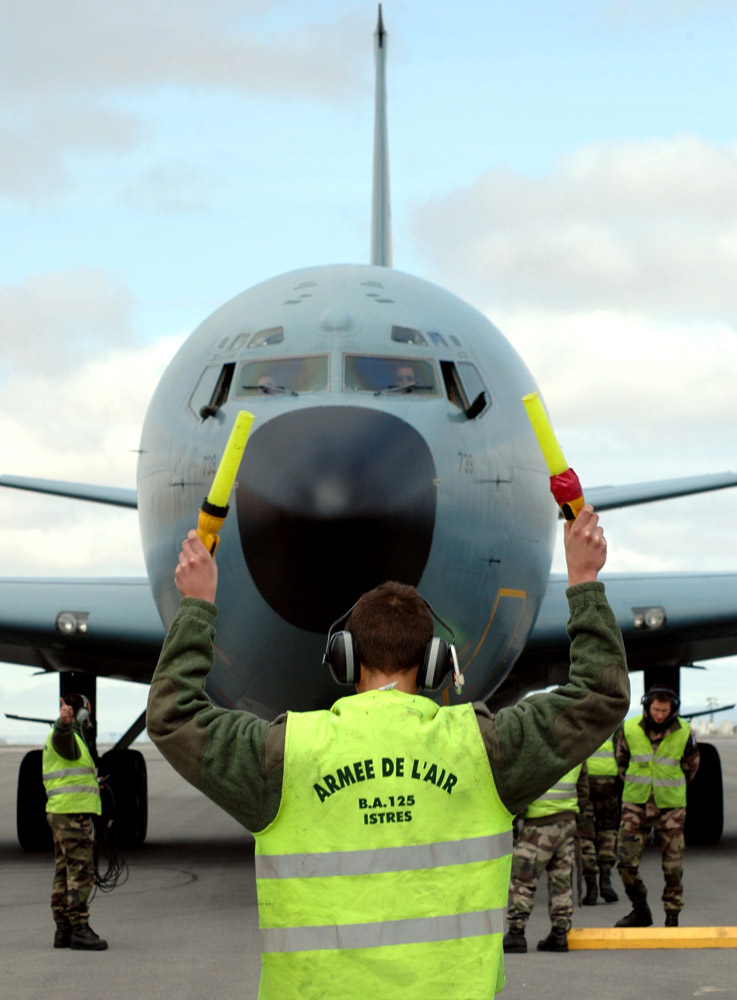
Marshalling ad un Boeing KC-135 Stratotanker francese.

L'Organizzazione Internazionale dell'Aviazione Civile (ICAO), ha standardizzato a livello internazionale i segnali e le procedure per il "marshalling" degli aerei.

Tutto libero
Questo parcheggio
Blocchi (ruote) inseriti
Blocchi (ruote) rimossi
Accendere motori (le dita si usano per indicare quale motore accendere)
Spegnere motori
Vieni avanti diritto
Girare a sinistra
Girare a destra
Rallentare
Stop (stop di emergenza)